# Isognathus brasiliensis
Isognathus brasiliensis är en fjärilsart som beskrevs av Clark 1916. Isognathus brasiliensis ingår i släktet Isognathus och familjen svärmare. Inga underarter finns listade i Catalogue of Life.